# Kaiserreich Mexiko (1864–1867)
Das zweite Kaiserreich Mexiko (spanisch Imperio Mexicano) bestand von 1863 bis 1867 auf dem Gebiet der heutigen Vereinigten Mexikanischen Staaten. Es kontrollierte zu keinem Zeitpunkt das gesamte Territorium. Das Kaiserreich entstand, als Napoleon III. in Mexiko intervenierte, um eine von Frankreich abhängige Monarchie zu installieren. Dafür wurde Erzherzog Ferdinand Maximilian, der jüngere Bruder von Kaiser Franz Joseph I. von Österreich, als Kaiser Maximilian I. eingesetzt. Die Monarchie wurde nach der Hinrichtung des Kaisers am 19. Juni 1867 abgeschafft und die mexikanische Republik, die die ganze Zeit weiterbestanden und Teile des Landes kontrolliert hatte, erlangte ihre Autorität wieder.

## Vorgeschichte

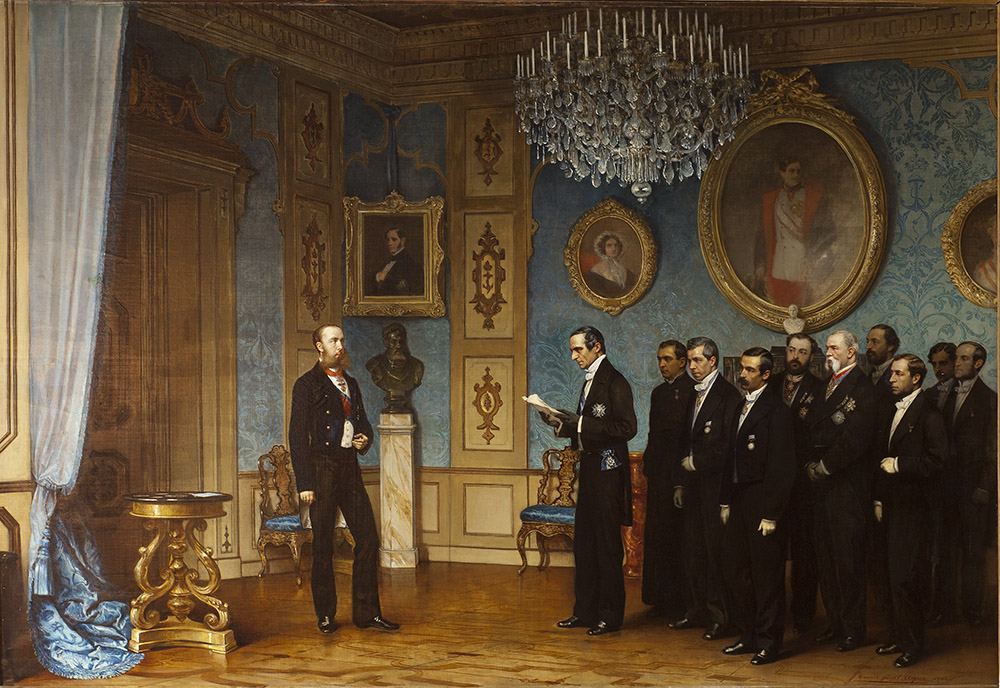
Cesare Dell’Acqua: Maximilian empfängt die mexikanische Delegation.

Nach dem Ende des Bürgerkrieges und der Niederlage der Konservativen lag die Wirtschaft Mexikos am Boden. Daraufhin beschloss das Parlament am 17. Juli 1861, die Rückzahlung der Auslandsschulden einzustellen. Dies rief die europäischen Mächte auf den Plan, allen voran Frankreich, das bereits Truppen in Mexiko stationiert hatte, da Präsident Benito Juárez den spanischen Gesandten und den päpstlichen Legaten ausweisen ließ.
Zur Eintreibung der Forderungen unterzeichneten Frankreich, Spanien und das Vereinigte Königreich am 31. Oktober 1861 den Vertrag von London. Am 8. Dezember 1861 begannen die Spanier mit der Invasion in Mexiko und landeten in Veracruz. Zwischen dem 6. und 8. Januar 1862 folgten die Briten und Franzosen. Den Interventionsmächten kam der Sezessionskrieg zugute, der die Vereinigten Staaten davon abhielt, gemäß ihrer Monroe-Doktrin die europäische Invasion in Amerika zu verhindern.
Als die anderen europäischen Mächte erkannten, dass Napoleon III. als Ziel eine abhängige Monarchie verfolgte, zogen sie ihre Streitkräfte zurück. Die französischen Truppen drangen im Alleingang ins Landesinnere vor. Nach langwierigen Kämpfen erreichten die Franzosen schließlich Mexiko-Stadt und nahmen sie am 7. Juni 1863 ein. Daraufhin wurde eine konservative Junta als Regierung eingesetzt, die auf Betreiben von Napoleon III. Erzherzog Maximilian die Kaiserkrone anbot. Dafür verzichtete dieser auf alle erblichen Thronansprüche im Kaisertum Österreich.

## Entwicklung

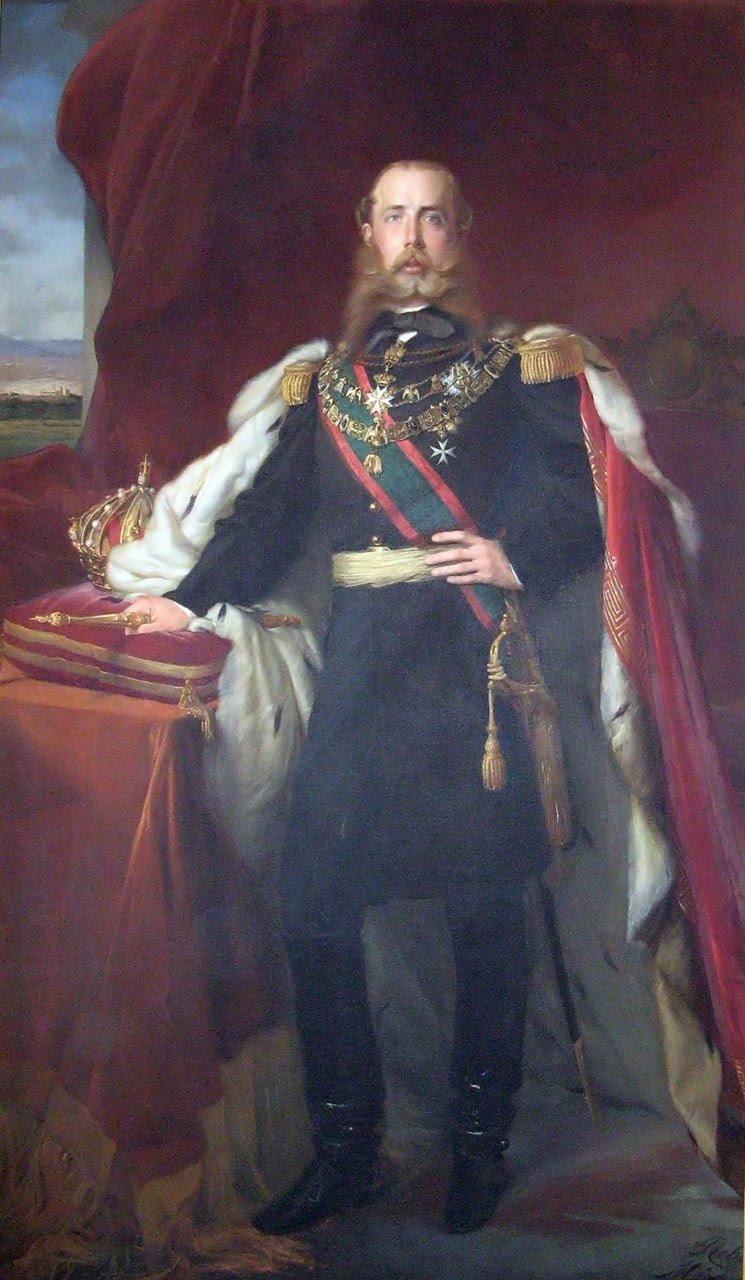
Kaiser Maximilian I. um 1864

Maximilian nahm trotz der Bedenken seiner Familie am 10. April 1864 die Kaiserwürde unter der Bedingung an, dass das mexikanische Volk darüber abstimmen sollte. Die Franzosen fälschten jedoch das Wahlergebnis und ließen Maximilian in dem Glauben, dass er vom mexikanischen Volk gewollt sei. Napoleon III. beteuerte gegenüber den Habsburgern, dass sich die Mexikaner nichts mehr wünschen würden als einen Kaiser aus dem österreichischen Herrscherhaus. Allerdings wurde zu diesem Zeitpunkt bereits Benito Juárez erneut als Präsident Mexikos ausgerufen. Durch eine erfolgreiche Landreform wuchs dessen Beliebtheit bei vielen Mexikanern.
Bei der Ankunft von Maximilian und seiner Frau Charlotte, der Tochter des belgischen Königs Leopold I., am 29. Mai 1864 in Veracruz war das Land politisch gespalten. Die kaisertreuen Konservativen herrschten in der Hauptstadt und im Zentrum des Landes, während die Liberalen unter Präsident Juárez den Norden Mexikos kontrollierten. Die Konservativen wurden von europäischen Herrschern unterstützt, neben Napoleon III. insbesondere Isabella II. von Spanien. Die Liberalen erhielten nach der Beendigung des Amerikanischen Bürgerkrieges 1865 Unterstützung von den US-Präsidenten Abraham Lincoln und Andrew Johnson sowie von anderen Staaten des amerikanischen Kontinents. Das Kaiserpaar wurde lediglich von einigen konservativen Monarchisten empfangen und musste sich unter widrigen Umständen zur Hauptstadt durchkämpfen, während der Kampf zwischen den beiden politischen Lagern andauerte.

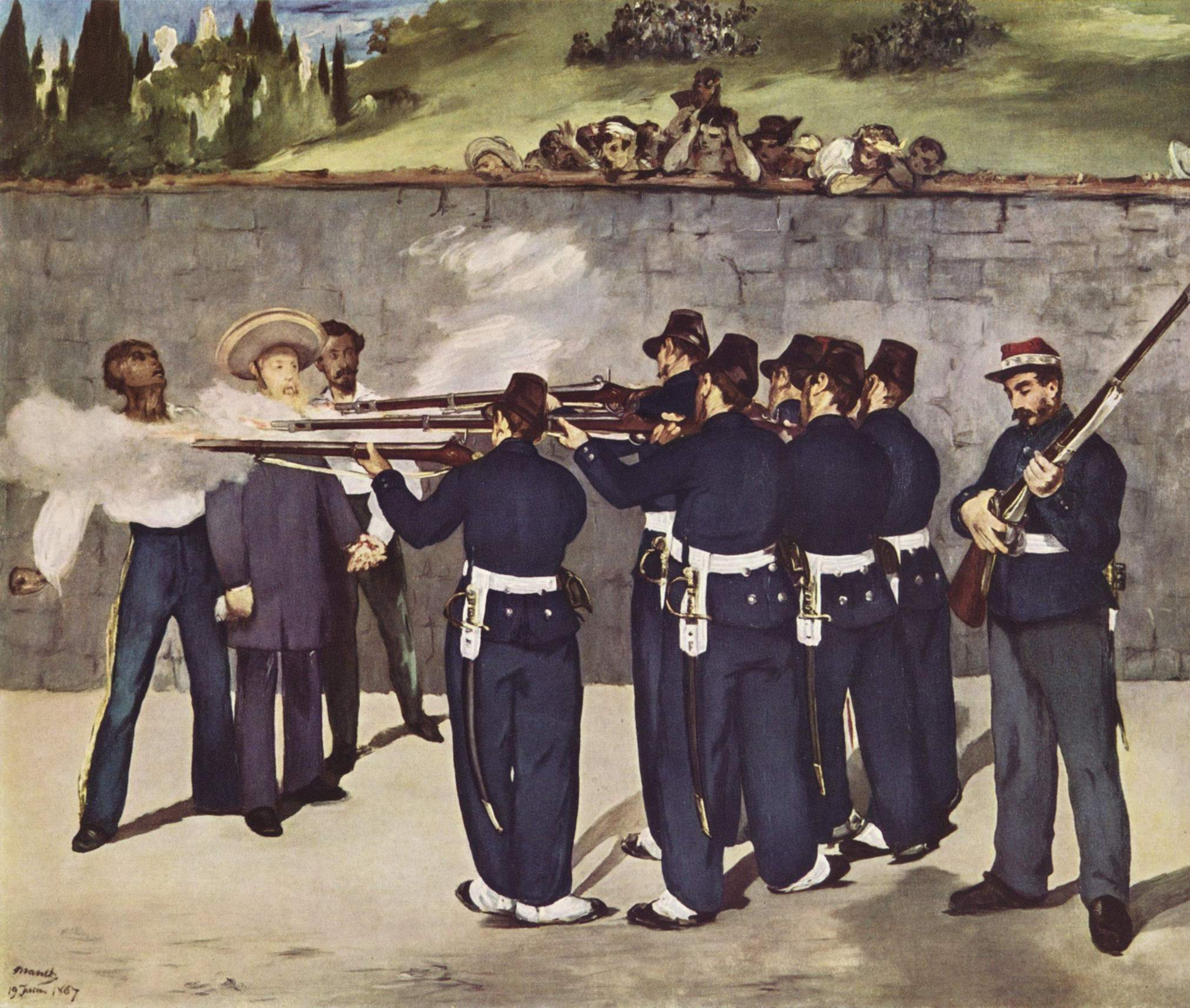
Édouard Manet: Die Erschießung Kaiser Maximilians von Mexiko

Maximilian wurde als Marionette der Franzosen betrachtet und versuchte, durch die Adoption der Enkel des früheren mexikanischen Kaisers Augustin I. und Ernennung zu Thronfolgern seine Legitimität zu untermauern. Mit der Ernennung des ehemaligen Diktators Antonio López de Santa Anna zum Reichsmarschall versuchte er außerdem, seine Machtbasis auszubauen. Nach Ansicht der Konservativen war der Kaiser zu liberal eingestellt, nach Meinung der Liberalen die Regierung von Maximilian jedoch zu konservativ geprägt.
Ab 1866 erhöhten die Vereinigten Staaten den Druck auf Frankreich und drängten zum Abzug der Truppen aus Mexiko. Daraufhin wandte sich Maximilian an andere europäische Mächte und bat um militärischen Beistand gegen Präsident Juárez, dessen Machtbereich sich vergrößerte. Frankreich zog 1866 François-Achille Bazaine (seit dem 5. September 1864 Marschall von Frankreich) und seine Truppen aus Mexiko ab (Bazaine war seit 1863 in Mexiko gewesen).
Am 14. Mai 1867 erfolgte schließlich die Entmachtung des Kaisers. Er wurde zum Tode verurteilt und am 19. Juni 1867 zusammen mit seinen Generälen Miguel Miramón und Tomás Mejía auf dem „Cerro de las Campanas“, Santiago de Querétaro, erschossen. Kaiserin Charlotte entging dem Tod, da sie sich gerade in Europa aufhielt, um Napoleon III. und Pius IX. (Papst von 1846 bis 1878) um Hilfe zu bitten.

## Gebietsteile

Die 50 Gebietsteile des zweiten mexikanischen Kaiserreiches

Das Kaiserreich Mexiko wurde 1865 in die folgenden 50 Departamentos untergliedert:
| - Acapulco - Aguascalientes - Álamos - Arizona - Autlán - Batopilas - Kalifornien - Campeche - Chiapas - Chihuahua - Coahuila - Coalcomán - Colima - Durango - Ejutla | - El Potosí - Fresnillo - Guanajuato - Guerrero - Huejuquilla - Iturbide - Jalisco - La Laguna - Mapimí - Matamoros - Matehuala - Mazatlán - Michoacán - Nayarit - Nazas | - Nuevo León - Oaxaca - Puebla - Querétaro - Sinaloa - Sonora - Tabasco - Tamaulipas - Tancítaro - Tehuantepec - Teposcolula - Tlaxcala - Toluca - Tula - Tulancingo | - Tuxpan - Valle de México - Veracruz - Yucatán - Zacatecas |

## Museale Rezeption
Die kurze Geschichte des mexikanischen Kaiserreiches ist im Wiener Heeresgeschichtlichen Museum ausführlich dokumentiert. So sind u. a. die Totenmaske des Kaisers, die Standarte des kaiserlich-mexikanischen Husaren-Regiments (1865–1867) und eine Kartusche für Offiziere der Kavallerie der österreichisch-mexikanischen Freiwilligen-Brigade (1864–1867) ausgestellt.